# Companigonj
Companigonj (en bengali : কোম্পানীগঞ্জ) est une upazila du Bangladesh dans le district de Sylhet. En 1991, on y dénombrait 85 169 habitants.